# Con te sulla spiaggia/Mi devi credere
Con te sulla spiaggia/Mi devi credere è un singolo del cantante italiano Nico Fidenco con I 4 + 4 di Nora Orlandi pubblicato nel giugno 1964 su etichetta RCA Italiana.

## Descrizione
Il singolo raggiunse il terzo posto delle classifiche italiane e fu tra i 20 singoli più venduti del 1964.

### Con te sulla spiaggia
(Con te sulla spiaggia (1964))
Il brano del Lato A, Con te sulla spiaggia, è stato scritto da Mogol e da Nico Fidenco.
Il brano, che si colloca nel "filone balneare" molto in voga negli anni sessanta e che aveva già visto protagonista con altri brani Nico Fidenco (quali Legata a un granello di sabbia), parla di un uomo che quest'anno si propone di non trascorrere le vacanze in spiaggia al fianco della propria donna per la gelosia che confessa di provare nei suoi confronti. Nel brano, arrangiato da Enriquez, Nico Fidenco è accompagnato da un coro femminile.
Nel settembre 1964, Con te sulla spiaggia partecipò a Un disco per l'estate, dove si piazzò al secondo posto dietro a Sei diventata nera de Los Marcellos Ferial. Nello stesso anno Nico Fidenco incise la versione in spagnolo dal titolo Contigo en la playa, testo di A. Martinez (RCA Victor, 3-20855) ed inserita nella compilation dello stesso anno Festival de la musica italiana, pubblicato in Argentina (RCA Victor, MED-108).

## Cover
Nel 1964 stesso anno, fu incisa dal cantante tedesco Rex Gildo una cover in lingua tedesca del brano intitolata Copacabana (con testo di Hans Brandtke), uscita nello stesso. Del brano è stata inoltre incisa una cover nel 1979 interpretata da Bruna Lelli per l'album Lella Bruni (Pathos, MC7 1339) e dal Gruppo Italiano nel 1985 per l'album Surf in Italy (Dischi Ricordi, RIK 76343), pubblicato anche in Grecia. Nel 2006 Batistococo incide la cover versione salsa per la compilation Canzoni da mare (Azzurra Music, TBP11356).

## Tracce
7"
1. Con te sulla spiaggia – 2:49
2. Mi devi credere – 2:46

## Classifiche
| Classifica | Posizione massima | Nr. di settimane |
| ---------- | ----------------- | ---------------- |
| Italia     | 3                 |                  |